# کاستال گرینلند
کاستال گرینلند (انگلیسی: Coastal Greenland) شرکت املاک چینی است، که در سال ۱۹۹۰ تأسیس شد.